# 주토론토 홍콩 경제무역대표부
주토론토 홍콩 경제무역대표부(중국어: 香港駐多倫多經濟貿易辦事處, 영어: Hong Kong Economic and Trade Office (Toronto), 준말: HKETO (Toronto), 프랑스어: Bureau économique et commercial de Hong Kong à Toronto)는 중화인민공화국 홍콩 특별행정구 정부가 캐나다 토론토에 설치한 홍콩 경제무역대표부이다.
캐나다에서 홍콩 특별행정구 정부를 대표하는 기구이며 홍콩과 캐나다 간의 관계를 담당한다. 홍콩 특별행정구 정부가 미국 뉴욕, 샌프란시스코, 워싱턴 D.C.에 이어 북아메리카에서 4번째로 설립한 경제무역대표부이기도 하다. 홍콩과 캐나다 간의 경제 및 무역 관계를 증진하기 위해 모든 수준의 정부 기관 및 기타 기관과의 유대를 강화한다. 사회 문화적 측면에서 홍콩과 캐나다 간의 양자 문제를 처리하고 매년 홍콩 홍보 활동을 적극적으로 조직하고 참여한다. 대표부는 캐나다 서부 지역에 거주하는 홍콩 시민들을 위하여 밴쿠버에 안내 사무소를 운영하고 있다.

## 역사
다른 홍콩 경제무역대표부의 설립과 달리 캐나다와 홍콩 간의 경제 및 무역 거래 데이터는 경제무역대표부 설립 계획 당시에 상위권에 있지 않았으며 주토론토 홍콩 경제무역대표부 설립 이후의 보고서도 경제 및 무역 문제만 논의하는 것은 아니다. 1984년에 영국과 중국 사이에 홍콩 반환 협정이 체결된 이후에 장래를 우려하던 홍콩 시민들이 캐나다로 이주하는 사례가 급증하면서 주토론토 경제무역대표부의 발단이 되었다. 특히 1980년대 말에는 토론토에 거주하던 홍콩인 수가 이미 영국에 거주하던 전체 홍콩인 수를 초과했다.
영국령 홍콩 입법국 의원들은 1986년에 홍콩과 영국 정부에 북아메리카에 정착한 홍콩인들이 홍콩에 투자하도록 독려해 홍콩 시민들의 투자 자금이 해외로 유출되는 것을 막도록 촉구했다. 이에 에드워드 유드 영국령 홍콩 총독은 캐나다 토론토에 홍콩 경제무역대표부를 설립하여 홍콩과 캐나다와의 관계를 강화하고 양자 간의 무역 왕래를 촉진하여 홍콩 시민들의 부와 자원을 만류할 것을 지시했다.
주토론토 홍콩 경제무역대표부는 1991년 9월에 설립되었으나 각종 문제로 인하여 연말까지 정식으로 운영되지 않았다. 홍콩 정부는 720만 홍콩 달러를 들여 1993년 1월 세인트조지가 174번지에 위치한 역사적 건물을 매입했고 600만 홍콩 달러를 들여 토론토에 위치한 상주 사무실을 복원했다. 토론토 주재 경제 무역 사무소의 기용은 홍콩 정부가 영국 왕실 외교관의 시스템 밖에서 자체적으로 해외 경제 무역 사무소를 설립한 경험을 축적하여 홍콩 정부가 싱가포르 등 해외 주재 경제무역대표부를 설립하는 데 더욱 자신감을 갖게 하였다.
주토론토 홍콩 경제무역대표부는 캐나다에서 홍콩 특별행정구 정부를 대표하는 최고 수준의 기관이자 대표단이며 캐나다 서부 지역에 거주하는 홍콩 시민들의 안내 업무를 위해 밴쿠버에 소규모 안내 사무소를 설립했다. 따라서 주토론토 홍콩 경제무역대표부는 역사적으로 공식 문서에서 "주캐나다 홍콩 경제무역대표부"로 전체 부서를 대표했다.

## 역대 대표
1. 람서이런 (중국어: 林瑞麟, 임기: 1991년 9월 16일 ~ 1994년 7월 27일)
2. 렁진만 (중국어: 梁展文, 임기: 1994년 7월 28일 ~ 1997년 8월 27일)
3. 통지컹 (중국어: 唐智强, 임기: 1997년 8월 28일 ~ 2000년 9월 3일)
4. 위러이항사이 (중국어: 余呂杏茜, 임기: 2000년 9월 18일 ~ 2003년 9월 12일)
5. 소우직렁 (중국어: 蘇植良, 임기: 2003년 9월 16일 ~ 2008년 1월 13일)
6. 시우모우린 (중국어: 蕭慕蓮, 임기: 2008년 2월 25일 ~ 2011년 8월 7일)
7. 로우깃와이 (중국어: 盧潔瑋, 임기: 2011년 8월 8일 ~ 2015년 11월 1일)
8. 찬납시 (중국어: 陳納思, 임기: 2015년 11월 2일 ~ 2018년 12월 27일)
9. 모우윈칭 (중국어: 巫菀菁, 임기: 2018년 12월 28일 ~ 현재)

## 같이 보기
- 홍콩 경제무역대표부